# Hackmania prominula
Hackmania prominula là một loài nhện trong họ Dictynidae.
Loài này thuộc chi Hackmania. Hackmania prominula được Albert Tullgren miêu tả năm 1948.